# Arquidiocese de Baltimore
A Arquidiocese de Baltimore (Archidiœcesis Baltimorensis) é uma circunscrição eclesiástica da Igreja Católica nos Estados Unidos, que engloba a cidade de Baltimore e os condados de Anne Arundel, Allegany, Baltimore e Washington. Seu atual arcebispo metropolita é William Edward Lori. Sua Sé é a Catedral de Maria Nossa Rainha e a Co-catedral Basílica do Santuário Nacional da Bem-Aventurada Virgem Maria.
É a diocese católica mais antiga dos Estados Unidos sendo erigida em 6 de novembro de 1789. Embora não possua o título de Primaz o Arcebispo de Baltimore tem o  direito de precedência sobre os demais clérigos do pais conforme concedido pela Santa Sé em 15 de agosto de 1859. Embora a arquidiocese não seja primacial, é considerada a sede episcopal da Igreja Católica nos Estados Unidos. 
Possui 153 paróquias assistidas por 543 párocos e cerca de 16% da sua população jurisdicionada é batizada.

## História
Antes e durante a Guerra de Independência dos Estados Unidos, os católicos da Treze Colônias Britânicas na América (e também nas colônias do Canadá) estavam sob a jurisdição eclesiástica do bispo do Vicariato Apostólico do Distrito de Londres, na Inglaterra. A guerra terminou formalmente pelo Tratado de Paris, que foi assinado em 03 de setembro de 1783, e foi ratificado pelo Congresso da Confederação (do recém-independente Estados Unidos da América) em 14 de janeiro de 1784, e pelo Rei de Grã-Bretanha, em 9 de abril de 1784. 
Em 6 de novembro de 1783, uma petição foi enviada pelo clero de Maryland para a Santa Sé, para obter a permissão para que os missionários dos Estados Unidos pudessem nomear um superior, que teria alguns dos poderes de um bispo . Em resposta a isso, o padre John Carroll (selecionado entre os sacerdotes do clero de Maryland) foi confirmado pelo Papa Pio VI  em 6 de junho de 1784, como Superior das Missões do recém-independente Estados Unidos da América, com poder de dar o sacramento da confirmação. Este ato estabeleceu uma hierarquia nos Estados Unidos e removeu a Igreja Católica nos Estados Unidos da autoridade do Vigário Apostólico do Distrito de Londres.
A Santa Sé, em seguida, estabeleceu a sede da Prefeitura Apostólica dos Estados Unidos em 26 de novembro de 1784. Devido Maryland ser uma das poucas regiões da colonia que já era predominantemente católica romana, a prefeitura apostólica foi elevada a diocese em 06 de novembro de 1789, tornando-se a Diocese de Baltimore.
Em 1790, o padre John Carroll viajou por todo o Oceano Atlântico para a Inglaterra, onde foi ordenado e consagrado como bispo  pelo Bispo de Londres.
Em 8 de abril de 1808, as dioceses sufragâneas de Boston , Nova Iorque , Filadélfia  e Bardstown (mudou-se em 1841 para Louisville, maior cidade porto fluvial no rio Ohio) foram erigidas pelo Papa Pio VII a partir do território da Diocese de Baltimore, que foi simultaneamente elevada à categoria de Arquidiocese Metropolitana, tornando-se assim a Arquidiocese de Baltimore. A recém-criada Província de Baltimore passou a ser composta de todos os estados e territórios do país. 
A Arquidiocese no entanto, voltou a perder território com a criação da Diocese de Richmond (Virginia)  em 11 de Julho de 1820, e da Diocese de Wilmington (Delaware) , em 3 de março de 1868. Em 1850 foi criada a Diocese de Wheeling (então na Virgínia, agora Wheeling-Charleston, Virgínia Ocidental) a partir da Diocese de Richmond. Em 1974, a Diocese de Arlington (Virginia) foi criada com parte do território da Diocese de Richmond.
Em 22 de julho de 1939, a arquidiocese foi renomeada temporariamente para Arquidiocese de Baltimore-Washington, em reconhecimento à capital do país. Oito anos mais tarde, em 15 de novembro de 1947, o Distrito de Columbia e Washington e três municípios do sul de Maryland se tornaram parte da Arquidiocese de Washington, fazendo com que a Arquidiocese de Baltimore ganhasse sua configuração atual. 
De 1808 até 1847, Baltimore foi a única arquidiocese nos EUA e, portanto, o país inteiro formava uma única província eclesiástica. Como a população do país cresceu e ondas de imigrantes católicos vieram da Europa, a Santa Sé continuou a erguer novas dioceses e elevar algumas já existentes ao status de arquidioceses metropolitanas, que, simultaneamente, se tornaram sedes metropolitanas de novas províncias eclesiásticas. 

## Catedrais

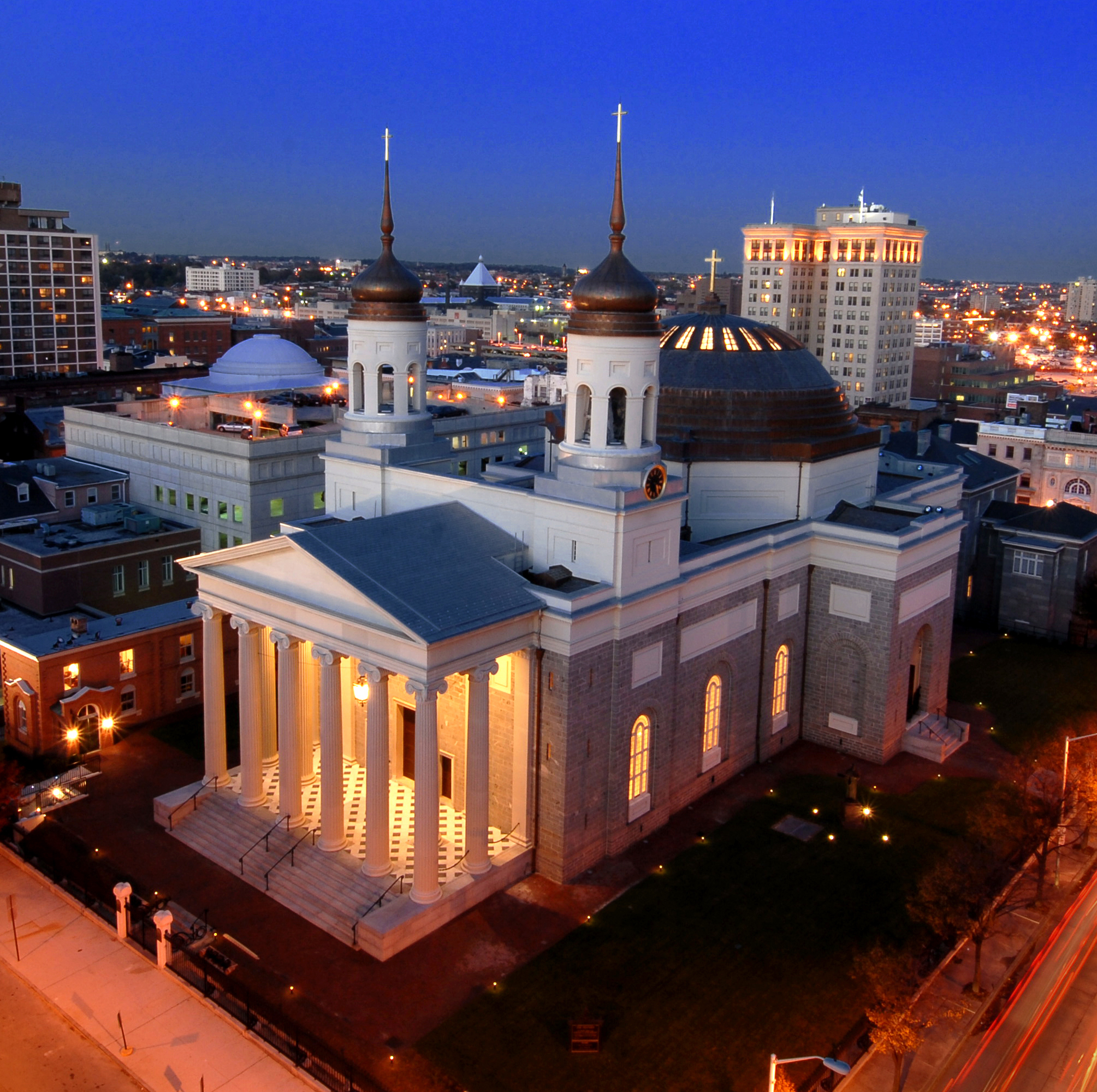
A Basílica do Santuário Nacional da Assunção da Bem-Aventurada Virgem Maria, co-catedral da Arquidiocese.

A Arquidiocese de Baltimore possui duas catedrais: a Catedral de Maria Nossa Rainha em Homeland, no norte de Baltimore, e a Basílica do Santuário Nacional da Assunção da Bem-Aventurada Virgem Maria (antiga Catedral de Baltimore) no bairro Monte Veron-Belvedere. A Basílica, construída entre 1806 e 1821, foi a primeira catedral católica construída nos Estados Unidos dentro de seus limites até então. É considerada a Sede da Igreja Católica nos Estados Unidos. Durante o governo do primeiro bispo, John Carroll, instalado em 1790, o trono do bispo ("cathedra") ficou situado na Igreja de São Pedro (primeira paróquia da diocese, fundada em 1770), que serviu como catedral, tendo a cúria em anexo, e uma escola e cemitério circundante. A igreja, curiosamente, situava-se na mesma rua da Catedral da Igreja Episcopal (Anglicana) dos Estados Unidos, em Baltimore, a Antiga Igreja de São Paulo. 
A Arquidiocese de Baltimore é um das quatro dioceses estadunidense que tem duas igrejas que servem como catedrais, na mesma cidade. A Catedral de Nossa Senhora da Paz e a Co-Catedral de Santa Teresinha do Menino Jesus na Diocese de Honolulu compartilham a distinção. As diocese de Burlington e do Brooklyn também possuem essa condição em comum. 

## Prelados

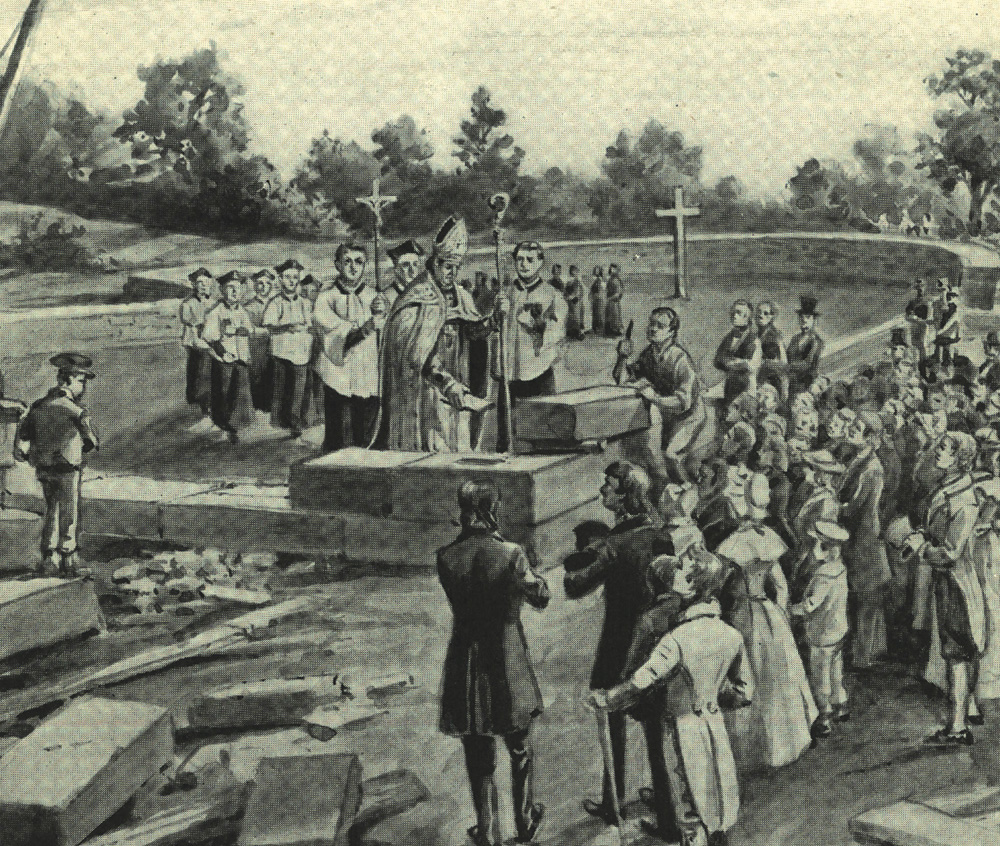
O Bispo John Carrol abençoa a pedra fundamental da Catedral da Assunção, em 1806.

| #                        | Nome                                | Período    | Notas                                                                |
| Arcebispos               | Arcebispos                          | Arcebispos | Arcebispos                                                           |
| ------------------------ | ----------------------------------- | ---------- | -------------------------------------------------------------------- |
| 16º                      | William Edward Lori                 | 2012-atual |                                                                      |
| 15º                      | Edwin Frederick O'Brien             | 2007-2011  | Nomeado Grão-mestre da Ordem Equestre do Santo Sepulcro de Jerusalém |
| 14º                      | William Henry Cardeal Keeler        | 1989-2007  |                                                                      |
| 13º                      | William Donald Borders †            | 1974-1989  |                                                                      |
| 12º                      | Lawrence Joseph Cardeal Shehan †    | 1961-1974  |                                                                      |
| 11º                      | Francis Patrick Keough †            | 1947-1961  |                                                                      |
| 10º                      | Michael Joseph Curley †             | 1921-1947  |                                                                      |
| 9º                       | James Cardeal Gibbons †             | 1877-1921  |                                                                      |
| 8º                       | James Roosevelt Bayley †            | 1872-1877  |                                                                      |
| 7º                       | Martin John Spalding †              | 1864-1872  |                                                                      |
| 6º                       | Francis Patrick Kenrick †           | 1851-1863  |                                                                      |
| 5º                       | Samuel Eccleston, P.S.S. †          | 1834-1851  |                                                                      |
| 4º                       | James Whitfield †                   | 1828-1834  |                                                                      |
| 3º                       | Ambrose Maréchal, P.S.S. †          | 1817-1828  |                                                                      |
| 2º                       | Leonard Neale, S.J. †               | 1815-1817  |                                                                      |
| 1º                       | John Carroll, S.J. †                | 1808-1815  |                                                                      |
| Arcebispos-coadjutores   |                                     |            |                                                                      |
|                          | Lawrence Joseph Shehan              | 1961       |                                                                      |
|                          | James Gibbons                       | 1877       |                                                                      |
|                          | Samuel Eccleston, PSS               | 1834       |                                                                      |
|                          | James Whitfield                     | 1828       |                                                                      |
| Bispo-auxiliar           |                                     |            |                                                                      |
|                          | Bruce Alan Lewandowski, C.Ss.R.     | 2020-2025  | Nomeado Bispo de Providence                                          |
|                          | Mark Edward Brennan                 | 2017-2019  | Nomeado Bispo de Wheeling-Charleston                                 |
|                          | Adam John Parker                    | 2017 -     | Atual                                                                |
|                          | Denis James Madden                  | 2005-2016  | Bispo auxiliar emérito                                               |
|                          | Mitchell Thomas Rozanski            | 2004-2014  | Nomeado Bispo de Springfield                                         |
|                          | William Francis Malooly             | 2000-2008  | Nomeado Bispo de Wilmington                                          |
|                          | Gordon Bennett Dunlap S.J.          | 1997-2004  | Nomeado Bispo de Mandeville                                          |
|                          | John Ricard SSJ                     | 1984-1997  | Nomeado Bispo de Pensacola-Tallahassee                               |
|                          | William Clifford Newman             | 1984-2003  |                                                                      |
|                          | James Francis Stafford              | 1976-1982  | Nomeado Bispo de Memphis                                             |
|                          | Philip Francis Murphy               | 1976-1999  |                                                                      |
|                          | Francisco José Gossman              | 1968-1975  | Nomeado Bispo de Raleigh                                             |
|                          | Thomas Joseph Mardaga               | 1966-1968  | Nomeado Bispo de Wilmington                                          |
|                          | Thomas Austin Murphy                | 1962-1984  |                                                                      |
|                          | Lawrence Joseph Shehan              | 1961       | Elevado a Arcebispo-coadjutor                                        |
|                          | Jerome Aloysius Daugherty Sebastian | 1953-1960  |                                                                      |
|                          | Lawrence Joseph Shehan              | 1945-1953  | Nomeado Bispo de Bridgeport                                          |
|                          | John Michael McNamara               | 1927-1947  | , Nomeado Bispo-auxiliar de Washington                               |
|                          | Thomas Shahan Joseph                | 1914-1932  |                                                                      |
|                          | Owen Patrick Bernard Corrigan       | 1908-1929  |                                                                      |
|                          | Alfred Allen Paul Curtis            | 1897-1908  |                                                                      |
|                          | James Gibbons                       | 1877       | Elevado a Arcebispo-coadjutor                                        |
|                          | Samuel Eccleston S.S.P.             | 1834       | Elevado a Arcebispo-coadjutor                                        |
|                          | James Whitfield                     | 1828       | Elevado a Arcebispo-coadjutor                                        |
|                          | Leonard Neale S.J.                  | 1795-1815  | Elevado a Arcebispo                                                  |
|                          | Dominic Laurence Graessel S.J.      | 1793       | nomeação póstuma                                                     |
| Bispos                   |                                     |            |                                                                      |
| 1º                       | John Carroll, S.J. †                | 1784-1808  |                                                                      |
| Administrador Apostólico |                                     |            |                                                                      |
|                          | Edwin Frederick O'Brien             | 2011-2012  |                                                                      |

## Santuários da Arquidiocese
- Basílica do Santuário Nacional da Assunção da Bem-Aventurada Virgem Maria, Baltimore, Maryland.[7]
- Basílica do Santuário Nacional de Santa Elizabeth Ann Seton, Emmitsburg, Maryland.[8]